# Myriotrochidae
Famille
Les Myriotrochidae sont une famille d'holothuries (concombres de mer) abyssales, de l'ordre des Apodida.

## Caractéristiques
Cet ordre compte de petites holothuries vagiles de forme allongée, munies de nombreux tentacules buccaux digités (2-8 digitations de chaque côté). Elles n'ont ni podia ni canaux radiaux. Elles n'ont pas non plus d'appareil respiratoire complexe comme les autres holothuries, et respirent directement à travers leur peau. Leurs ossicules sont en forme de roues à 8 rayons ou plus (jusqu'à 25), sans corps en forme de "C" ou de "S".
Ce sont des holothuries abyssales, et sans doute le groupe d'échinodermes vivant le plus profond : le record semble détenu par des espèces des genres Myriotrochus et Prototrochus (notamment Prototrochus bruuni), identifiées jusqu'à 10 687 mètres de profondeur.

## Liste des genres
Selon World Register of Marine Species (20 avril 2014) :
- genre Acanthotrochus Danielssen & Koren, 1881 -- 3 espèces
- genre Achiridota Clark, 1908 -- 3 espèces
- genre Myriotrochus Steenstrup, 1851 -- 17 espèces
- genre Neolepidotrochus Bohn, 2005 -- 5 espèces
- genre Parvotrochus Gage & Billett, 1986 -- 1 espèce
- genre Prototrochus Belyaev & Mironov, 1982 -- 17 espèces
- genre Siniotrochus Pawson, 1971 -- 3 espèces
- genre Trochoderma Théel, 1877 -- 1 espèce

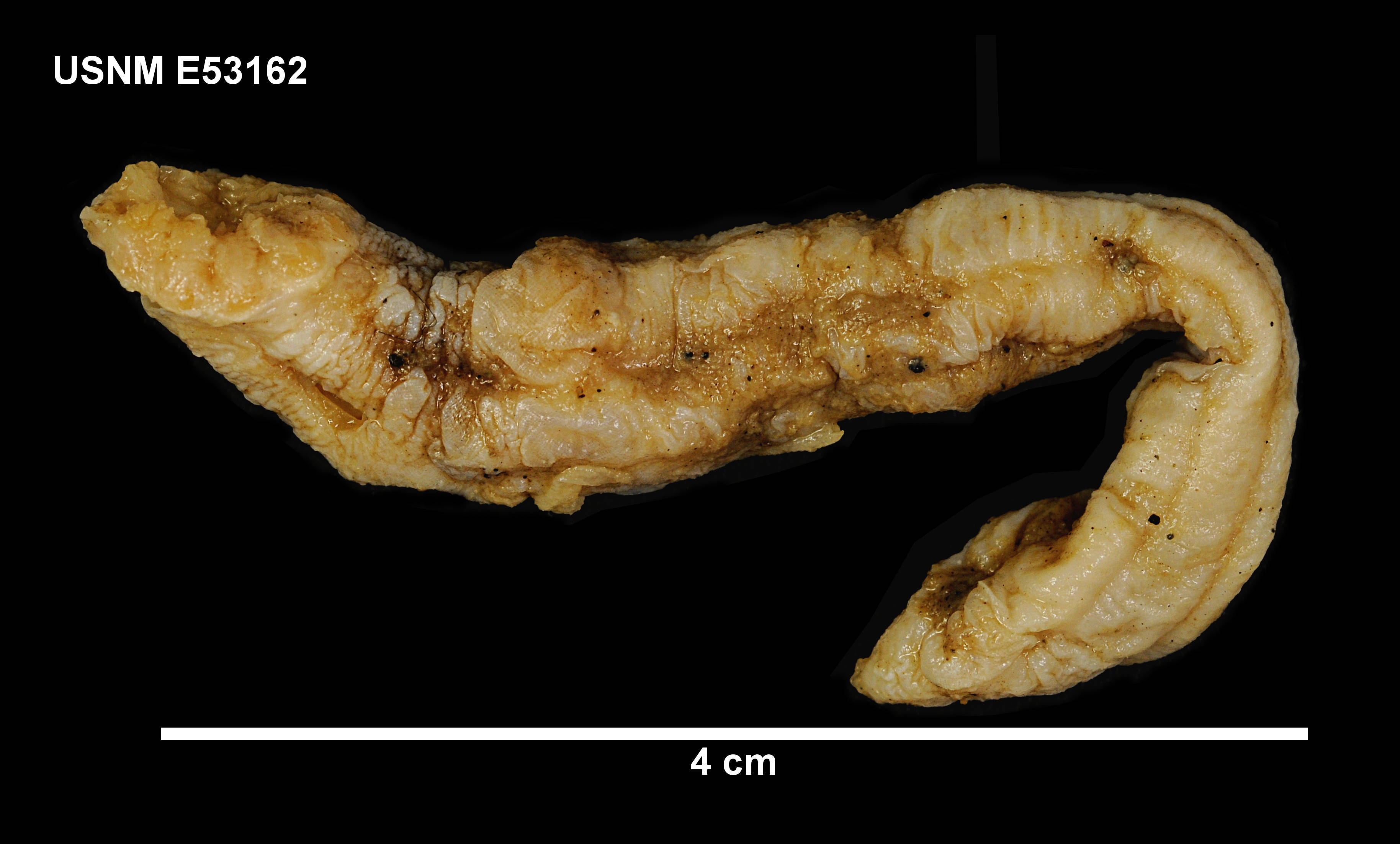
Myriotrochus sp.